# Break the Ice
«Break the Ice» (с англ. — «Растопить этот лёд») — песня американской певицы Бритни Спирс. Сингл вошёл в её пятый студийный альбом Blackout. Дата релиза неоднократно менялась, однако 3 марта 2008 года песня была отправлена на американские радиостанции. В Великобритании было продано 81000 копий песни.

## Предыстория
При создании «Break the Ice» Бритни Спирс сотрудничала с Кери Хилсон, Марчелло Арейка и Нейтом Хилсом, которые уже принимали участие в создании сингла «Gimme More». Команда работала над треком, когда певица была беременна вторым ребёнком. Вокал был записан на домашней студии Бритни за три недели до рождения сына. Песня была записана в Palms Hotel and Casino в Лас-Вегасе, Невада, где Спирс позже открыла церемонию MTV Video Music Awards в 2007 году, исполнив «Gimme More». Демо проникло в интернет под названием «Been a While»; впоследствии песня появилась в официальном трек-листе альбома Blackout.

## Композиция
«Break the Ice» — это трек в стиле электро длительностью в три минуты шестнадцать секунд, построенный на обычной куплетной форме и исполненный в ускоренном темпе. Песня начинается с речитатива, текст которого может быть истолкован по-разному. Спирс шепчет: «It’s been a while. I know I shouldn’t have kept you waiting. But I’m here now» (англ. Это длилось долго. Я знаю, что не должна была заставлять вас ждать. Но сейчас я здесь). Песня рассказывает о девушке и парне: «You’re a little cold. Let me warm things up and break the ice» (англ. Ты замёрз. Давай я тебя отогрею и растоплю лёд). Вокал Спирс превращается в шёпот и расслаивается в эхо, когда она поет «Hot Hot Hot — ahh», похожий приём ранее использовался в её сингле «I'm a Slave 4 U».

## Музыкальное видео
Премьера клипа на песню «Break the Ice» состоялась 13 марта 2008 года. Режиссёром стал Robert Hales. Это был первый анимационный видеоклип в карьере Спирс. Музыкальное видео было снято в футуристичном визуальном стиле аниме. Сообщалось, что оно представляет собой ремейк клипа «Toxic», вдохновленного «Миссия невыполнима».
В клипе героиня Бритни Спирс в коротком комбинезоне и высоких сапогах спрыгивает с крыши небоскрёба и сражается с нападающими, похожими на киборгов. Все действия в клипе отражают задумку одноимённого корейского мультфильма «Break the Ice», саундтреком к которому стал этот сингл.

## Реакция
Отзывы критиков на «Break the Ice» были позитивными. Песня получила хвалебные обзоры и статус рекомендуемой к прослушиванию, как и предыдущие треки исполнительницы «Gimme More» и «Piece of Me».
Трек занимал 75 место в чарте Billboard Pop 100, а в Billboard Hot Digital Songs он был на 72 месте перед началом физических продаж. Сингл дебютировал на сотом месте Billboard Hot 100 15 марта. Песня «Break the Ice» стала девятнадцатым синглом Бритни Спирс, который попал в Top 40 Tracks, вследствие чего она стала единственной певицей, достигшей подобного успеха за десять лет.
В Швеции, где песня впервые появилась в чарте за пределами США, она дебютировала на одиннадцатом месте. «Break the Ice» был добавлен в плей-лист радио BBC 19 марта.
В сентябре 2021 года вышел кавер Lorde на «Break the Ice» и эксклюзивный видеоклип.

## Участники записи
- Бритни Спирс — вокал
- Нейт Хиллс — автор песни, музыкальный продюсер
- Marcella Araica — автор песни, инструменты, программирование, сведение
- Кери Хилсон — запись, бэк-вокал
- Джеймс Вашингтон — автор песни
- Джим Бинз — бэк-вокал

## Список композиций
| - Australian/European CD Maxi 1. «Break the Ice» — 3:16 2. «Break the Ice» (Kaskade Remix) — 5:28 3. «Break the Ice» (Tracy Young Mixshow) — 6:32 4. «Break the Ice» (Tonal Remix) — 4:52 5. «Break the Ice» (Music Video) ― 3:21 - Digital EP 1. «Break the Ice» — 3:16 2. «Break the Ice» (Jason Nevins Rock Remix) — 3:16 3. «Break the Ice» (Kaskade Remix) — 5:28 - UK CD single 1. «Break the Ice» — 3:16 2. «Everybody» — 3:18 | - 12" Vinyl 1. «Break the Ice» (Jason Nevins Extended) — 6:18 2. «Break the Ice» (Jason Nevins Dub) — 6:57 3. «Break the Ice» (Mike Rizzo Generation Club Mix) — 6:41 4. «Break the Ice» (Mike Rizzo Generation Dub) — 7:14 5. «Break the Ice» (Tracy Young Club Mix) — 8:50 6. «Break the Ice» (Tracy Young Dub) — 8:28 - European CD Single/The Singles Collection Boxset Single 1. «Break the Ice» — 3:16 2. «Everybody» — 3:18 - Other 1. «Break the Ice» (Remix feat. Fabolous) — 3:41 |

## Чарты и сертификаты
| Чарт (2008)                         | Место |
| ----------------------------------- | ----- |
| Австралия (ARIA)                    | 23    |
| Австрия (Ö3 Austria Top 40)         | 39    |
| Бельгия/Фландрия (Ultratop 50)      | 7     |
| Бельгия/Валлония (Ultratop 50)      | 3     |
| Канада (Billboard Canadian Hot 100) | 9     |
| Чехия (Rádio — Top 100)             | 15    |
| Дания (Tracklisten)                 | 13    |
| European Hot 100 Singles            | 31    |
| Финляндия (Suomen virallinen lista) | 8     |
| Италия (FIMI)                       | 9     |
| Нидерланды (Single Top 100)         | 61    |
| Новая Зеландия (Recorded Music NZ)  | 24    |
| Швеция (Sverigetopplistan)          | 11    |
| Швейцария (Schweizer Hitparade)     | 63    |
| Великобритания (OCC UK Singles)     | 15    |
| US Billboard Hot 100                | 43    |
| US Billboard Pop Songs              | 21    |
| US Billboard Hot Dance Club Play    | 1     |

| Чарт (2008)           | Место |
| --------------------- | ----- |
| Swedish Singles Chart | 76    |
| Россия (Love Radio)   | 61    |

### Сертификаты
| Регион | Сертификация | Продажи   |
| --- | ------------ | --------- |
| Дания (IFPI Danmark) | Золотой      | 7500^     |
| США (RIAA) | Платиновый   | 1 000 000 |
| ^ Данные о тиражах приведены только на основе сертификации. · Данные о продажах + прослушиваниях приведены только на основе сертификации. |              |           |